# Konkáv sokszög

Példa konkáv sokszögre.

Az olyan egyszerű sokszöget, amely nem konvex, konkáv vagy nem konvex sokszögnek nevezik. A konkáv sokszögnek mindig van legalább egy homorú belső szöge – tehát olyan belső szöge, mely 180° és 360° közé esik (a szélső értékeket fel nem véve).
Egyes, a konkáv sokszög belső pontjait tartalmazó egyenesek kettőnél több ponton metszik a sokszög határát. Egy konkáv sokszög egyes átlói részben vagy teljesen a sokszögön kívülre esnek. Egy konkáv sokszög egyes oldalegyenesei nem osztják fel a síkot két félsíkra, melyek egyike magában foglalja az egész sokszöget. Konkáv sokszögben legalább egy belső csúcsra nem igaz, hogy az általa meghatározott szögön belül fekszik az összes többi csúcs is. Az előbbi négy állítás közül egyik sem teljesül a konvex sokszögekre.
Ahogy a többi egyszerű sokszög, a konkáv sokszög belső szögeinek összege is π (n − 2) radián, avagy 180°×(n − 2), ahol n az oldalak száma.
Egy konkáv sokszög mindig felbontható konvex sokszögek halmazára. A lehető legkevesebb konvex sokszögre való felbontás polinom idejű algoritmusát (Chazelle & Dobkin 1985) írta le.
Egy háromszög nem lehet konkáv, de bármilyen n > 3 esetén létezik konkáv n-szög. A legismertebb konkáv négyszög a konkáv deltoid.
A konkáv sokszög konvex burka tartalmaz a sokszögön kívül eső pontokat is.

## Fordítás
- Ez a szócikk részben vagy egészben a Concave polygon című angol Wikipédia-szócikk ezen változatának fordításán alapul.  Az eredeti cikk szerkesztőit annak laptörténete sorolja fel. Ez a jelzés csupán a megfogalmazás eredetét és a szerzői jogokat jelzi, nem szolgál a cikkben szereplő információk forrásmegjelöléseként.